# Álvaro de Mendonça
Álvaro de Mendonça, por vezes mencionado como Álvaro de Mendonça Furtado, foi um militar e administrador colonial português.

## Biografia
Foi o 22.º Capitão das Molucas com sede em Ternate de 1564 a 1567, nomeado pelo seu parente o 22.º governador interino da Índia João de Mendonça Furtado.